# اسفندیار (طبس)
اسفندیار، روستایی است از توابع بخش دیهوک و در شهرستان طبس استان خراسان جنوبی ایران.

## جمعیت
این روستا در دهستان کویر قرار داشته و بر اساس سرشماری سال ۱۳۹۵ جمعیت آن ۱۲۸۹نفر
بوده است.